# Compromis de Caspe
 (avril 2024).
Si vous disposez d'ouvrages ou d'articles de référence ou si vous connaissez des sites web de qualité traitant du thème abordé ici, merci de compléter l'article en donnant les références utiles à sa vérifiabilité et en les liant à la section « Notes et références ».
Le compromis de Caspe en 1412 désigne l'importante réunion à Caspe, dans le royaume d'Aragon, de neuf notables, trois représentant les États d'Aragon, trois de Valence et trois de Catalogne, dans le but de choisir lequel des prétendants à la couronne d'Aragon succéderait au roi Martin Ier l'Humain, mort sans descendance en 1410.
Les trois États de la couronne d'Aragon s'étaient engagés à respecter la décision des neuf notables. C'est le noble castillan Ferdinand de Trastamare, aussi appelé Ferdinand d'Antequera, qui fut choisi, au détriment principalement du comte d'Urgell Jacques II. Le compromis de Caspe mit fin à un interrègne agité, avec la lutte entre les différents prétendants, l'invasion des États de la couronne aragonaise par les armées de Castille et les interventions extérieures comme celles du pape Benoît XIII.

## Contexte politique à la fin du règne de MartinIer

### Le contexte politique européen
Le compromis de Caspe doit être replacé dans le contexte plus large de la politique européenne et de la question du Grand schisme d'Occident. Les rois d'Aragon s'étaient rangés du côté des papes d'Avignon. Martin Ier, comme son frère et prédécesseur Jean Ier, est partisan du pape d'Avignon Benoît XIII. Il a d'ailleurs épousé en 1373 Marie de Luna, parente du pape.

### Les conflits à la fin du règne de MartinIer
Les royaumes de la couronne d'Aragon sont agités, au XIVe siècle, par les conflits nobiliaires ou bandositats, qui opposent les plus importantes familles de la couronne pour des questions de pouvoir et de juridictions. En Aragon, la première faction menée par la famille des Urrea, alliés aux Heredia, aux Lihory et aux Cerdán, est en conflit avec la famille des Luna, soutenue par les Alagón, les Montcada et les López de Luna. Dans le royaume de Valence, ce sont les membres de la famille de Vilaragut qui s'opposent aux Centelles.
En 1407, Martin Ier nomme lieutenant d'Aragon, office généralement réservé à l'héritier du trône, son beau-frère et cousin, le comte d'Urgell Jacques II. En effet, son fils, Martin le Jeune, est déjà occupé par les affaires des royaumes de Sicile et de Sardaigne. Cette nomination provoque des protestations de nombreux nobles aragonais, menés par le Justicier d'Aragon, Juan Ximénez Cerdán. Le pape Benoît XIII s'oppose également à Jacques II, car ce dernier soutient son adversaire romain, Grégoire XII. Pourtant, Martin Ier renouvelle sa confiance à Jacques II et le nomme gouverneur général de tous les royaumes de la couronne. Doté d'un pouvoir considérable et de la confiance absolue du roi, Jacques II échoue pourtant à calmer les révoltes nobiliaires, prenant parti pour les Luna et les Vilaragut. La Catalogne et Majorque, s'ils ne connaissent pas la même la même crise politique, traversent cependant une grave crise économique, à la suite des coûteux conflits menés par le roi Pierre IV.

### La question de la succession
Le 25 juillet 1409, Martin le Jeune, héritier et fils unique de Martin Ier, meurt de fièvres à 33 ans dans la ville sarde de Cagliari. Sans descendance légitime, le roi décide de légitimer un de ses fils naturels, qu'il a eu avec la dame sicilienne Tàrsia Rizzari : Frédéric de Luna, seulement âgé de 7 ans. Frédéric avait déjà été reconnu afin de pouvoir hériter des comtés de Luna et de Sogorbe et le 14 avril 1409, il avait été prévu qu'il puisse succéder à son père Martin le Jeune pour le royaume de Sicile. Cette stratégie de légitimation d'un fils naturel s'appuie sur des personnes importantes, en particulier le pape Benoît XIII, qui souhaite à tout prix éviter un conflit dynastique qui pourrait lui aliéner le soutien du successeur de Martin Ier, et qui est déjà lié au jeune Frédéric. Les autres partisans sont l'évêque de Huesca Domingo Ram i Lanaja, le chartreux François de Aranda et le justicier Gil Ruiz de Lihori.
Les nobles aragonais, soutenus par Benoît XIII, Vincent Ferrier et Jacques II, pressent cependant Martin Ier de se remarier afin d'avoir un héritier légitime : en septembre 1409, Martin Ier épouse la jeune Marguerite de Prades, âgée de seulement 21 ans. Le roi envoie durant l'hiver des messages aux villes de ses royaumes pour réunir un conseil d'experts en droit qui doivent débattre de la succession, sans qu'aucune ville ne réponde. Pendant ce temps, Jacques II d'Urgell est toujours aux prises avec les bandositats aragonais et valenciens, qui redoublent même. Martin Ier prend le parti du justicier d'Aragon, qui accuse Jacques II d'Urgell, mais le maintient dans ses fonctions.
Le 29 mai 1410, Martin Ier tombe brusquement malade, alors qu'il est au monastère Sainte-Marie de Valldonzella. Le 30, à l'agonie, il a déjà du mal à s'exprimer. Dans la nuit du 30 mai, à onze heures, une délégation des Cortes de Catalogne, réunies à Barcelone plusieurs semaines, se présente au monastère. Le conseiller Ferrer de Gualbes demande au roi de garantir une succession légitime, à quoi le roi répond « Hoc ! » (oui !). Il meurt au matin du 31 mai, dans la chambre dite de l'abbesse. Il confie son petit-fils, Frédéric de Luna, à Francisco de Granollacs et Antonio de Torrelles i Marc.

### Les prétendants à la succession
La mort de Martin Ier déchaîne les candidats à sa succession. Les différents postulants sont :
- Frédéric de Luna, comte de Luna, fils naturel du roi de Sicile Martin le Jeune, fils aîné de Martin Ier, et donc petit-fils de celui-ci, légitimé par l'antipape Benoît XIII (Pedro de Luna), qui appartient à la même famille ;
- Jacques II d'Urgell, comte d'Urgell, arrière-petit-fils par ligne masculine d'Alphonse IV d'Aragon et époux d'Isabelle d'Aragon, fille de Pierre IV d'Aragon et de Sibylle de Fortiá, et donc beau-frère de Martin Ier ;
- Alphonse de Gandie, comte de Dénia et de Ribagorce, marquis de Villena et duc de Gandie, petit-fils par ligne masculine de Jacques II d'Aragon et cousin du père de Martin Ier. Il mourut peu de temps avant le compromis de Caspe et fut alors remplacé par son frère Jean de Prades ;
- Louis d'Anjou, duc de Calabre, petit-fils, par sa mère Yolande, de Jean Ier d'Aragon et petit-neveu de Martin Ier ;
- Ferdinand d'Antequera, de la maison de Trastamare, infant de Castille, petit-fils, par sa mère Éléonore, la régente de Castille, de Pierre IV d'Aragon, et neveu de Martin Ier. Ce n'est qu'après des luttes internes que les Aragonais font ajouter son nom à la liste des prétendants.

Tous les candidats à la succession de Martin Ier appartiennent à la maison royale d'Aragon et sont des proches parents du roi. En l'absence de règle de succession claire, ils sont tous de légitimes prétendants.
|  |  |  |  |  |  |                   |                   |                   |                   |                   |                   |  |  |                      |                      |                      |                      |                      |                      |                    |                    |                       |                       |                       |                       |                       |                       |                      |                      |                      |                      |                      |                      |                   |                   |  |  | Jacques II d'Aragon  |                      |                      |                      |                      |                      |  |  |                    |                    |                    |                    |                        |                        |                        |                        |                        |                        |                   |                   |                   |                   |  |  |  |  |  |  |  |  |  |  |  |  |  |  |  |  |
|  |  |  |  |  |  |                   |                   |                   |                   |                   |                   |  |  |                      |                      |                      |                      |                      |                      |                    |                    |                       |                       |                       |                       |                       |                       |                      |                      |                      |                      |                      |                      |                   |                   |  |  |                      |                      |                      |                      |                      |                      |  |  |                    |                    |                    |                    |                        |                        |                        |                        |                        |                        |                   |                   |                   |                   |  |  |  |  |  |  |  |  |  |  |  |  |  |  |  |  |
|  |  |  |  |  |  |                   |                   |                   |                   |                   |                   |  |  |                      |                      |                      |                      |                      |                      |                    |                    |                       |                       |                       |                       |                       |                       |                      |                      |                      |                      |                      |                      |                   |                   |  |  |                      |                      |                      |                      |                      |                      |  |  |                    |                    |                    |                    |                        |                        |                        |                        |                        |                        |                   |                   |                   |                   |  |  |  |  |  |  |  |  |  |  |  |  |  |  |  |  |
|  |  |  |  |  |  |                   |                   |                   |                   |                   |                   |  |  |                      |                      |                      |                      |                      |                      |                    |                    |                       |                       |                       |                       |                       |                       | Alphonse IV d'Aragon | Alphonse IV d'Aragon | Alphonse IV d'Aragon | Alphonse IV d'Aragon | Alphonse IV d'Aragon | Alphonse IV d'Aragon |                   |                   |  |  |                      |                      |                      |                      |                      |                      |  |  |                    |                    |                    |                    | Pierre IV de Ribagorce | Pierre IV de Ribagorce | Pierre IV de Ribagorce | Pierre IV de Ribagorce | Pierre IV de Ribagorce | Pierre IV de Ribagorce |                   |                   |                   |                   |  |  |  |  |  |  |  |  |  |  |  |  |  |  |  |  |
|  |  |  |  |  |  |                   |                   |                   |                   |                   |                   |  |  |                      |                      |                      |                      |                      |                      |                    |                    |                       |                       |                       |                       |                       |                       | Alphonse IV d'Aragon | Alphonse IV d'Aragon | Alphonse IV d'Aragon | Alphonse IV d'Aragon | Alphonse IV d'Aragon | Alphonse IV d'Aragon |                   |                   |  |  |                      |                      |                      |                      |                      |                      |  |  |                    |                    |                    |                    | Pierre IV de Ribagorce | Pierre IV de Ribagorce | Pierre IV de Ribagorce | Pierre IV de Ribagorce | Pierre IV de Ribagorce | Pierre IV de Ribagorce |                   |                   |                   |                   |  |  |  |  |  |  |  |  |  |  |  |  |  |  |  |  |
|  |  |  |  |  |  |                   |                   |                   |                   |                   |                   |  |  |                      |                      |                      |                      |                      |                      |                    |                    |                       |                       |                       |                       |                       |                       |                      |                      |                      |                      |                      |                      |                   |                   |  |  |                      |                      |                      |                      |                      |                      |  |  |                    |                    |                    |                    |                        |                        |                        |                        |                        |                        |                   |                   |                   |                   |  |  |  |  |  |  |  |  |  |  |  |  |  |  |  |  |
|  |  |  |  |  |  |                   |                   |                   |                   |                   |                   |  |  |                      |                      |                      |                      | Pierre IV d'Aragon   | Pierre IV d'Aragon   | Pierre IV d'Aragon | Pierre IV d'Aragon | Pierre IV d'Aragon    | Pierre IV d'Aragon    |                       |                       |                       |                       |                      |                      |                      |                      |                      |                      |                   |                   |  |  | Jacques Ier d'Urgell | Jacques Ier d'Urgell | Jacques Ier d'Urgell | Jacques Ier d'Urgell | Jacques Ier d'Urgell | Jacques Ier d'Urgell |  |  | Alphonse de Gandie | Alphonse de Gandie | Alphonse de Gandie | Alphonse de Gandie | Alphonse de Gandie     | Alphonse de Gandie     |                        |                        | Jean de Ribagorce      | Jean de Ribagorce      | Jean de Ribagorce | Jean de Ribagorce | Jean de Ribagorce | Jean de Ribagorce |  |  |  |  |  |  |  |  |  |  |  |  |  |  |  |  |
|  |  |  |  |  |  |                   |                   |                   |                   |                   |                   |  |  |                      |                      |                      |                      | Pierre IV d'Aragon   | Pierre IV d'Aragon   | Pierre IV d'Aragon | Pierre IV d'Aragon | Pierre IV d'Aragon    | Pierre IV d'Aragon    |                       |                       |                       |                       |                      |                      |                      |                      |                      |                      |                   |                   |  |  | Jacques Ier d'Urgell | Jacques Ier d'Urgell | Jacques Ier d'Urgell | Jacques Ier d'Urgell | Jacques Ier d'Urgell | Jacques Ier d'Urgell |  |  | Alphonse de Gandie | Alphonse de Gandie | Alphonse de Gandie | Alphonse de Gandie | Alphonse de Gandie     | Alphonse de Gandie     |                        |                        | Jean de Ribagorce      | Jean de Ribagorce      | Jean de Ribagorce | Jean de Ribagorce | Jean de Ribagorce | Jean de Ribagorce |  |  |  |  |  |  |  |  |  |  |  |  |  |  |  |  |
|  |  |  |  |  |  |                   |                   |                   |                   |                   |                   |  |  |                      |                      |                      |                      |                      |                      |                    |                    |                       |                       |                       |                       |                       |                       |                      |                      |                      |                      |                      |                      |                   |                   |  |  | Pierre II d'Urgell   |                      |                      |                      |                      |                      |  |  |                    |                    |                    |                    |                        |                        |                        |                        |                        |                        |                   |                   |                   |                   |  |  |  |  |  |  |  |  |  |  |  |  |  |  |  |  |
|  |  |  |  |  |  |                   |                   |                   |                   |                   |                   |  |  |                      |                      |                      |                      |                      |                      |                    |                    |                       |                       |                       |                       |                       |                       |                      |                      |                      |                      |                      |                      |                   |                   |  |  |                      |                      |                      |                      |                      |                      |  |  |                    |                    |                    |                    |                        |                        |                        |                        |                        |                        |                   |                   |                   |                   |  |  |  |  |  |  |  |  |  |  |  |  |  |  |  |  |
|  |  |  |  |  |  |                   |                   |                   |                   |                   |                   |  |  |                      |                      |                      |                      |                      |                      |                    |                    |                       |                       |                       |                       |                       |                       |                      |                      |                      |                      |                      |                      |                   |                   |  |  |                      |                      |                      |                      |                      |                      |  |  |                    |                    |                    |                    |                        |                        |                        |                        |                        |                        |                   |                   |                   |                   |  |  |  |  |  |  |  |  |  |  |  |  |  |  |  |  |
|  |  |  |  |  |  | Jean Ier d'Aragon | Jean Ier d'Aragon | Jean Ier d'Aragon | Jean Ier d'Aragon | Jean Ier d'Aragon | Jean Ier d'Aragon |  |  | Martin Ier d'Aragon  | Martin Ier d'Aragon  | Martin Ier d'Aragon  | Martin Ier d'Aragon  | Martin Ier d'Aragon  | Martin Ier d'Aragon  |                    |                    | Éléonore d'Aragon     | Éléonore d'Aragon     | Éléonore d'Aragon     | Éléonore d'Aragon     | Éléonore d'Aragon     | Éléonore d'Aragon     |                      |                      | Isabelle d'Aragon    | Isabelle d'Aragon    | Isabelle d'Aragon    | Isabelle d'Aragon    | Isabelle d'Aragon | Isabelle d'Aragon |  |  | Jacques II d'Urgell  | Jacques II d'Urgell  | Jacques II d'Urgell  | Jacques II d'Urgell  | Jacques II d'Urgell  | Jacques II d'Urgell  |  |  |                    |                    |                    |                    |                        |                        |                        |                        |                        |                        |                   |                   |                   |                   |  |  |  |  |  |  |  |  |  |  |  |  |  |  |  |  |
|  |  |  |  |  |  | Jean Ier d'Aragon | Jean Ier d'Aragon | Jean Ier d'Aragon | Jean Ier d'Aragon | Jean Ier d'Aragon | Jean Ier d'Aragon |  |  | Martin Ier d'Aragon  | Martin Ier d'Aragon  | Martin Ier d'Aragon  | Martin Ier d'Aragon  | Martin Ier d'Aragon  | Martin Ier d'Aragon  |                    |                    | Éléonore d'Aragon     | Éléonore d'Aragon     | Éléonore d'Aragon     | Éléonore d'Aragon     | Éléonore d'Aragon     | Éléonore d'Aragon     |                      |                      | Isabelle d'Aragon    | Isabelle d'Aragon    | Isabelle d'Aragon    | Isabelle d'Aragon    | Isabelle d'Aragon | Isabelle d'Aragon |  |  | Jacques II d'Urgell  | Jacques II d'Urgell  | Jacques II d'Urgell  | Jacques II d'Urgell  | Jacques II d'Urgell  | Jacques II d'Urgell  |  |  |                    |                    |                    |                    |                        |                        |                        |                        |                        |                        |                   |                   |                   |                   |  |  |  |  |  |  |  |  |  |  |  |  |  |  |  |  |
|  |  |  |  |  |  |                   |                   |                   |                   |                   |                   |  |  |                      |                      |                      |                      |                      |                      |                    |                    |                       |                       |                       |                       |                       |                       |                      |                      |                      |                      |                      |                      |                   |                   |  |  |                      |                      |                      |                      |                      |                      |  |  |                    |                    |                    |                    |                        |                        |                        |                        |                        |                        |                   |                   |                   |                   |  |  |  |  |  |  |  |  |  |  |  |  |  |  |  |  |
|  |  |  |  |  |  | Yolande d'Aragon  | Yolande d'Aragon  | Yolande d'Aragon  | Yolande d'Aragon  | Yolande d'Aragon  | Yolande d'Aragon  |  |  | Martin Ier de Sicile | Martin Ier de Sicile | Martin Ier de Sicile | Martin Ier de Sicile | Martin Ier de Sicile | Martin Ier de Sicile |                    |                    | Ferdinand d'Antequera | Ferdinand d'Antequera | Ferdinand d'Antequera | Ferdinand d'Antequera | Ferdinand d'Antequera | Ferdinand d'Antequera |                      |                      |                      |                      |                      |                      |                   |                   |  |  |                      |                      |                      |                      |                      |                      |  |  |                    |                    |                    |                    |                        |                        |                        |                        |                        |                        |                   |                   |                   |                   |  |  |  |  |  |  |  |  |  |  |  |  |  |  |  |  |
|  |  |  |  |  |  | Yolande d'Aragon  | Yolande d'Aragon  | Yolande d'Aragon  | Yolande d'Aragon  | Yolande d'Aragon  | Yolande d'Aragon  |  |  | Martin Ier de Sicile | Martin Ier de Sicile | Martin Ier de Sicile | Martin Ier de Sicile | Martin Ier de Sicile | Martin Ier de Sicile |                    |                    | Ferdinand d'Antequera | Ferdinand d'Antequera | Ferdinand d'Antequera | Ferdinand d'Antequera | Ferdinand d'Antequera | Ferdinand d'Antequera |                      |                      |                      |                      |                      |                      |                   |                   |  |  |                      |                      |                      |                      |                      |                      |  |  |                    |                    |                    |                    |                        |                        |                        |                        |                        |                        |                   |                   |                   |                   |  |  |  |  |  |  |  |  |  |  |  |  |  |  |  |  |
|  |  |  |  |  |  | Louis III d'Anjou | Louis III d'Anjou | Louis III d'Anjou | Louis III d'Anjou | Louis III d'Anjou | Louis III d'Anjou |  |  | Frédéric de Luna     | Frédéric de Luna     | Frédéric de Luna     | Frédéric de Luna     | Frédéric de Luna     | Frédéric de Luna     |                    |                    |                       |                       |                       |                       |                       |                       |                      |                      |                      |                      |                      |                      |                   |                   |  |  |                      |                      |                      |                      |                      |                      |  |  |                    |                    |                    |                    |                        |                        |                        |                        |                        |                        |                   |                   |                   |                   |  |  |  |  |  |  |  |  |  |  |  |  |  |  |  |  |

## Interrègne de 1410-1412
Les choses se compliquent du fait des luttes des factions nobiliaires, de l'impatience des partisans du comte d'Urgell et de l'intervention des troupes castillanes de Ferdinand d'Antequera. Enfin, depuis sa retraite de Peñíscola, l'antipape Benoît XIII réussit à rétablir la concorde et, le 15 février 1412, un accord est trouvé à Alcañiz pour nommer neuf compromissaires (arbitres) qui, réunis à Caspe, doivent trancher la question des droits respectifs des divers prétendants au trône. Ils représentent les parlements des royaumes d'Aragon, de Valence et de la principauté de Catalogne, trois pour chacun d'eux, Majorque n'étant pas invité. Le pape, qui soutient Ferdinand, approuve ce projet.

## La tenue du compromis de Caspe

### Les compromissaires
Pour un article plus général, voir Concorde d'Alcañiz.
L'élection des neuf compromissaires est confiée par le Parlement d'Aragon au gouverneur de l'Aragon, Gil Ruiz de Lihorí, et au Grand Justicier, Juan Jiménez Cerdán, qui désignent :
- pour le royaume d'Aragon :
  - Domingo Ram, évêque d'Huesca ;
  - François de Aranda, ancien conseiller royal et envoyé de l'antipape Benoît XIII ;
  - Berenguer de Bardají, juriste et greffier général du Parlement d'Aragon ;
- pour la principauté de Catalogne :
  - Pere de Sagarriga, archevêque de Tarragone ;
  - Bernat de Gualbes, syndic et conseiller de Barcelone ;
  - Guillem de Vallseca, greffier général du Parlement catalan ;
- pour le royaume de Valence :
  - Boniface Ferrier, Prieur général des Chartreux ;
  - Vincent Ferrier, frère dominicain valencien ;
  - Pere Beltrán (en remplacement de Ginés Rabassa), citoyen de Valence.

Cette proposition est envoyée au parlement catalan. Après quelques hésitations sur le choix des compromissaires valenciens et avoir soutenu Arnaldo de Conques en remplacement de Bonifacio Ferrer, il l'approuve et la ratifie.

### Le choix

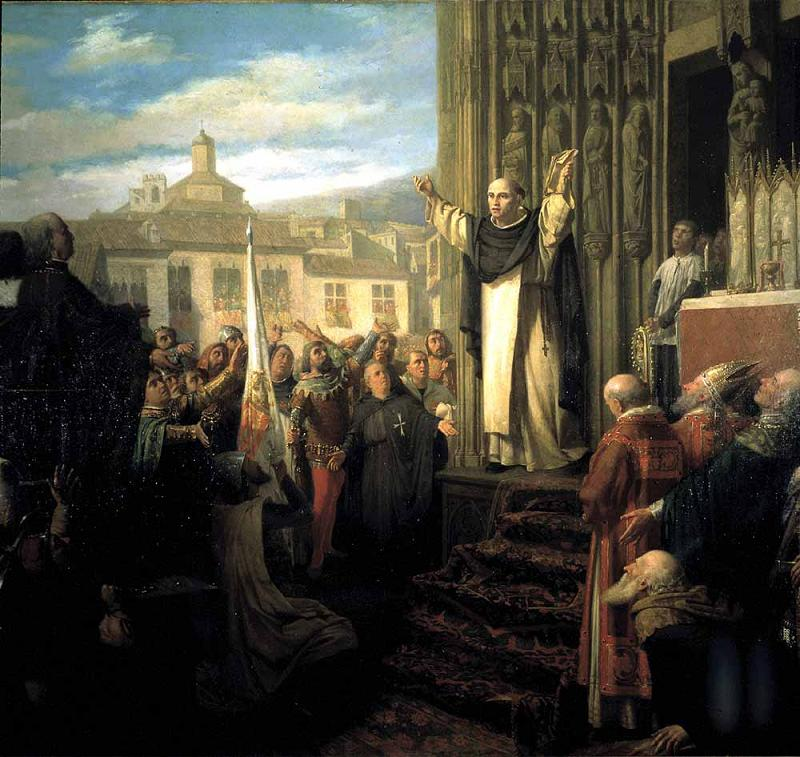
Proclamation de Ferdinand dAntequera, roi d'Aragon, à l'issue du compromis de Caspe. Dióscoro Puebla, 1867.

Les délibérations commencent le 29 mars 1412. Au moment du vote, les représentants des Catalans se montrent indécis, tandis qu'Aragonais et Valenciens, davantage liés au commerce de la laine et autres intérêts castillans, optent pour Ferdinand. Pendant le vote, l'opinion de Vincent Ferrier l'emporte, et c'est Ferdinand d'Antequera qui est élu, le 28 juin 1412, avec les voix des trois Aragonais, de deux des valenciens et un des Catalans, plaçant ainsi la dynastie castillane des Trastamare sur le trône de la couronne d'Aragon. L'infant de Castille devient Ferdinand Ier d'Aragon.

## Conséquences
Jacques d'Urgell, qui n'accepte pas l'issue du scrutin, se révolte, mais est emprisonné et meurt en captivité.